# Честнат, Сайрус
Са́йрус Честна́т (анг. Cyrus Chestnut ; род. 17 января 1963, Балтимор, США) —  американский джазовый, госпел и классический пианист. 

## Биография
Сайрус Честнат родился в Балтиморе, штат Мэриленд в 1963 году в семье Макдональда (бывшего почтового служащего и церковного пианиста) и Флосси (сотрудника городских социальных служб и руководителя церковного хора). Честнат начал учиться игре на фортепиано в возрасте семи лет, а в детстве играл в баптистской церкви на горе Голгофа. 
К девяти годам он изучал классическую музыку в Институте Пибоди. В 1985 году Честнат получил степень в области джаза. композиция и аранжировка из Бостонского Музыкального колледжа Беркли.
Он учился в Институте Пибоди и изучал джазовую композицию и аранжировку в Музыкальном колледже Беркли в Бостоне с 1981 по 1985 год. Там он был удостоен членства Юби Блейка в 1982 году, стипендии Оскара Петерсона в 1983 году и стипендии Куинси Джонса в 1984 году. 
Он сам учил и изучал историю музыки, проходя произведения джазовых мастеров-пианистов, таких как Бад Пауэлл, Уинтон Келли и Хэнк Джонс, а также работы исполнителей госпела, таких как Клара Уорд, Чарльз Тейлор и Ширли Цезарь.
Также он изучал классическую музыку, композицию и исполнительскую практику. Он работал сайдменом с такими музыкантами, как Дональд Харрисон, Теренс Бланшар, Уинтон Марсалис, Фредди Хаббард, Брэнфорд Марсалис, Чик Кориа, Диззи Гиллеспи, Джордж Адамс, Джеймс Муди, Джон Хендрикс, Джо Уильямс и в группе Бетти Картер.

## Музыкальная карьера
С начала 1990-х выпускал альбомы как дирижёр и как солист (« Благословенная тишина », 1996) на лейбле Atlantic Records и японском лейбле Alfa Jazz. 
В своих звукозаписывающих проектах он сотрудничал с такими музыкантами, как Кристиан Макбрайд, Джеймс Картер, Джо Ловано, Рон Картер, Билли Хиггинс, Гэри Барц, Стефон Харрис и Льюис Нэш . Он также выступал в таких группах, как Джазовый оркестр Линкольн-центра, Биг-бэнд Диззи Гиллеспи и Джазовый оркестр Карнеги-холла, а также появился в фильме Роберта Альтмана « Канзас-Сити».

## Дискография
- 1992: Говорит Нутмен, Alfa Jazz
- 1992: Натмен снова говорит, Альфа Джаз
- 1992: Гайка
- 1993: Другое направление
- 1993: Возрождение
- 1994: Темно перед рассветом
- 1995: Истории Земли
- 1996: Благословенная тишина
- 1998: Сайрус Честнат
- 2000: Рождество Чарли Брауна
- 2001: Пища для души
- 2003: Ты мое солнце
- 2006: Настоящий каштан